# Ceriagrion georgifreyi
Ceriagrion georgifreyi – gatunek ważki z rodziny łątkowatych (Coenagrionidae).